# Род многообразия
Род многообразия — гомоморфизм кольца кобордизмов замкнутых многообразий в некоторое кольцо, обычно кольцо рациональных чисел.

## Определение
Род φ выбирает элемент φ(X) из некоторого кольца K для каждого многообразия X так, что
1. φ(X∪Y) = φ(X) + φ(Y) (где ∪ — несвязное объединение)
2. φ(X×Y) = φ(X)φ(Y)
3. φ(X) = 0, если X кобордантно нулю.

При этом рассматриваемые многообразия могут быть снабжены дополнительной структурой, например, ориентацией или спинорной структурой. 
Кольцо K обычно является полем рациональных чисел, но также рассматривают  {\displaystyle \mathbb {Z} _{2}} и кольцо модулярных форм.
Условия на φ можно переформулировать, сказав, что φ является гомоморфизмом кольца кобордизмов многообразий (с учётом структуры) в другое кольцо.

### Род формальных степенных рядов
Последовательность многочленов K1, K2,... 
от переменных р1,р2,... называется мультипликативной, если из
{\displaystyle 1+p_{1}z+p_{2}z^{2}+\ldots =(1+q_{1}z+q_{2}z^{2}+\ldots )(1+r_{1}z+r_{2}z^{2}+\ldots )}
следует
{\displaystyle \sum _{i}K_{i}(p_{1},p_{2},\ldots )z^{i}=\sum _{j}K_{j}(q_{1},q_{2},\ldots )z^{j}\cdot \sum _{k}K_{k}(r_{1},r_{2},\ldots )z^{k}.}
Если Q(z) представляет собой формальный степенной ряд от z со свободным членом 1, мы можем определить мультипликативные последовательности 
{\displaystyle K(p_{1},p_{2},p_{3},\ldots )=1+K_{1}(p_{1})+K_{2}(p_{1},p_{2})+\ldots }
как 
{\displaystyle K(p_{1},p_{2},p_{3},\ldots )=Q(z_{1})Q(z_{2})Q(z_{3})\ldots ,}
где pk — это k-я элементарная симметрическая функция с неизвестными {\displaystyle z_{i}}.
Род φ ориентированных многообразий, соответствующий степенному ряду Q, определяется как
{\displaystyle \Phi (X)=K(p_{1},p_{2},p_{3},\cdots )}
где pk есть k-й класс Понтрягина многообразия X.
При этом степенной ряд Q называется характеристическим рядом рода φ. 

## Примеры

### L-род и сигнатура
L-род определяется характеристическим рядом 
{\displaystyle {{\sqrt {z}} \over \operatorname {th} ({\sqrt {z}})}=\sum _{k\geqslant 0}{2^{2k}B_{2k}z^{k} \over (2k)!}=1+{z \over 3}-{z^{2} \over 45}+\ldots }
где {\displaystyle B_{2k}} — числа Бернулли.
Первые несколько значений: 
- {\displaystyle L_{0}=1}
- {\displaystyle L_{1}={\tfrac {1}{3}}p_{1}}
- {\displaystyle L_{2}={\tfrac {1}{45}}(7p_{2}-p_{1}^{2})}
- {\displaystyle L_{3}={\tfrac {1}{945}}(62p_{3}-13p_{1}p_{2}+2p_{1}^{3})}
- {\displaystyle L_{4}={\tfrac {1}{14175}}(381p_{4}-71p_{1}p_{3}-19p_{2}^{2}+22p_{1}^{2}p_{2}-3p_{1}^{4})}[1][2]

Если M — замкнутое гладкое ориентированное многообразие размерности 4n с классами Понтрягина {\displaystyle p_{i}=p_{i}(M)}, то значение L-рода на фундаментальном классе {\displaystyle [M]} равно сигнатуре  {\displaystyle \sigma (M)}, то есть
{\displaystyle \sigma (M)=L_{n}([M])}.
Тот факт, что L2 всегда целочисленный для гладких многообразий, использовал Джон Милнор в доказательстве существования кусочно-линейного 8-мерного многообразия без гладкой структуры. 

### Â-род
Â-род определяется характеристическим рядом
{\displaystyle Q(z)={{\sqrt {z}}/2 \over \operatorname {sh} ({\sqrt {z}}/2)}=1-z/24+7z^{2}/5760-\ldots .}
 Первые несколько значений
- {\displaystyle {\hat {A}}_{0}=1}
- {\displaystyle {\hat {A}}_{1}=-{\tfrac {1}{24}}p_{1}}
- {\displaystyle {\hat {A}}_{2}={\tfrac {1}{5760}}(-4p_{2}+7p_{1}^{2})}
- {\displaystyle {\hat {A}}_{3}={\tfrac {1}{967680}}(-16p_{3}+44p_{2}p_{1}-31p_{1}^{3})}
- {\displaystyle {\hat {A}}_{4}={\tfrac {1}{464486400}}(-192p_{4}+512p_{3}p_{1}+208p_{2}^{2}-904p_{2}p_{1}^{2}+381p_{1}^{4})}

#### Свойства
- Â-род спинорного многообразия есть целое число, 
  - Â-род спинорного многообразия  размерности  {\displaystyle 4{\pmod {8}}} — чётное целое число.
- Â-род спинорного многообразия равен индексу оператора Дирака.
- Если компактное спинорное  многообразие допускает метрику положительной скалярной кривизны, то его Â-род равен нулю.